# Stevens Creek
Stevens Creek är ett vattendrag i Kanada. Det ligger i provinsen Ontario, i den sydöstra delen av landet, 29 km söder om huvudstaden Ottawa.
Omgivningarna runt Stevens Creek är en mosaik av jordbruksmark och naturlig växtlighet. Runt Stevens Creek är det ganska glesbefolkat, med 48 invånare per kvadratkilometer.